# Coppa del Mondo di combinata nordica 2022
La Coppa del Mondo di combinata nordica 2022 è stata la quarantatreesima edizione della manifestazione organizzata dalla Federazione Internazionale Sci, la seconda a prevedere un circuito di gare femminili. Durante la stagione si sono tenuti a Pechino i XXIV Giochi olimpici invernali, non validi ai fini della Coppa del Mondo il cui calendario ha contemplato dunque un'interruzione nel mese di febbraio.
La stagione maschile è iniziata il 26 novembre 2021 a Kuusamo, in Finlandia, e si è conclusa il 13 marzo 2022 a Schonach im Schwarzwald, in Germania. Sono state disputate 22 delle 24 gare in programma, 20 individuali (19 Gundersen, 1 a partenza in linea) e 2 a squadre (una gara a squadre 4x5 km, una sprint a squadre 2x7,5 km), in 10 differenti località: 12 su trampolino normale, 10 su trampolino lungo. Il norvegese Jarl Magnus Riiber, detentore uscente della coppa di cristallo, si è nuovamente aggiudicato la Coppa del Mondo generale; non sono state stilate classifiche di specialità.
La stagione femminile è iniziata il 3 dicembre 2021 a Lillehammer, in Norvegia, e si è conclusa il 13 marzo 2022 a Schonach im Schwarzwald, in Germania. Sono state disputate 8 delle 10 gare in programma, tutte su trampolino normale (9 Gundersen, 1 a partenza in linea), in 5 differenti località. La norvegese Gyda Westvold Hansen si è aggiudicata la coppa di cristallo; non sono stilate classifiche di specialità. La statunitense Tara Geraghty-Moats era la detentrice uscente della Coppa del Mondo generale.
È stata inserita in calendario una gara a squadre mista.
In seguito all'invasione dell'Ucraina, dal 1º marzo gli atleti russi e bielorussi sono stati esclusi dalle competizioni.

## Uomini

### Risultati
| Data                   | Località                | Nazione   | Trampolino                  | Spec.            | Primo                                                                         | Secondo                                                         | Terzo                                                          |
| ---------------------- | ----------------------- | --------- | --------------------------- | ---------------- | ----------------------------------------------------------------------------- | --------------------------------------------------------------- | -------------------------------------------------------------- |
| Ruka Triple            |                         |           |                             |                  |                                                                               |                                                                 |                                                                |
| 26 novembre 2021       | Kuusamo                 | Finlandia | Rukatunturi HS142           | IN LH/5 km       | Jarl Magnus Riiber                                                            | Johannes Lamparter                                              | Jens Lurås Oftebro                                             |
| 27 novembre 2021       | Kuusamo                 | Finlandia | Rukatunturi HS142           | IN LH/10 km      | Terence Weber                                                                 | Eric Frenzel                                                    | Vinzenz Geiger                                                 |
| 28 novembre 2021       | Kuusamo                 | Finlandia | Rukatunturi HS142           | IN LH/10 km      | Jarl Magnus Riiber                                                            | Johannes Lamparter                                              | Jens Lurås Oftebro                                             |
| 4 dicembre 2021        | Lillehammer             | Norvegia  | Lysgårdsbakken HS98         | T NH/4x5 km      | Norvegia Espen Bjørnstad Jens Lurås Oftebro Jørgen Graabak Jarl Magnus Riiber | Germania Eric Frenzel Manuel Faißt Terence Weber Vinzenz Geiger | Giappone Sora Yachi Ryōta Yamamoto Yoshito Watabe Akito Watabe |
| 5 dicembre 2021        | Lillehammer             | Norvegia  | Lysgårdsbakken HS140        | IN LH/10 km      | Jarl Magnus Riiber                                                            | Johannes Lamparter                                              | Eric Frenzel                                                   |
| 11 dicembre 2021       | Otepää                  | Estonia   | Tehvandi HS97               | MS NH/10 km      | Jarl Magnus Riiber                                                            | Espen Bjørnstad                                                 | Manuel Faißt                                                   |
| 12 dicembre 2021       | Otepää                  | Estonia   | Tehvandi HS97               | IN NH/10 km      | Jarl Magnus Riiber                                                            | Fabian Rießle                                                   | Julian Schmid                                                  |
| 18 dicembre 2021       | Ramsau am Dachstein     | Austria   | W90-Mattensprunganlage HS98 | IN NH/10 km      | Jarl Magnus Riiber                                                            | Vinzenz Geiger                                                  | Ilkka Herola                                                   |
| 19 dicembre 2021       | Ramsau am Dachstein     | Austria   | W90-Mattensprunganlage HS98 | IN NH/10 km      | Jarl Magnus Riiber                                                            | Vinzenz Geiger                                                  | Eric Frenzel                                                   |
| 8 gennaio 2022         | Val di Fiemme           | Italia    | Giuseppe Dal Ben HS104      | IN NH/10 km      | Johannes Lamparter                                                            | Vinzenz Geiger                                                  | Eric Frenzel                                                   |
| 9 gennaio 2022         | Val di Fiemme           | Italia    | Giuseppe Dal Ben HS104      | IN NH/10 km      | Vinzenz Geiger                                                                | Johannes Lamparter                                              | Johannes Rydzek                                                |
| 15 gennaio 2022        | Klingenthal             | Germania  | Vogtland Arena HS140        | IN LH/10 km      | Johannes Lamparter                                                            | Kristjan Ilves                                                  | Ryōta Yamamoto                                                 |
| 16 gennaio 2022        | Klingenthal             | Germania  | Vogtland Arena HS140        | IN LH/10 km      | Johannes Lamparter                                                            | Kristjan Ilves                                                  | Franz-Josef Rehrl                                              |
| 22 gennaio 2022        | Planica                 | Slovenia  | Bloudkova velikanka HS100   | IN NH/10 km      | annullata                                                                     | annullata                                                       | annullata                                                      |
| 23 gennaio 2022        | Planica                 | Slovenia  | Bloudkova velikanka HS100   | IN NH/10 km      | annullata                                                                     | annullata                                                       | annullata                                                      |
| Nordic Combined Triple |                         |           |                             |                  |                                                                               |                                                                 |                                                                |
| 28 gennaio 2022        | Seefeld in Tirol        | Austria   | Seelos HS109                | IN NH/7,5 km     | Jarl Magnus Riiber                                                            | Vinzenz Geiger                                                  | Johannes Lamparter                                             |
| 29 gennaio 2022        | Seefeld in Tirol        | Austria   | Seelos HS109                | IN NH/10 km      | Vinzenz Geiger                                                                | Johannes Lamparter                                              | Jørgen Graabak                                                 |
| 30 gennaio 2022        | Seefeld in Tirol        | Austria   | Seelos HS109                | IN NH/12,5 km    | Jørgen Graabak                                                                | Johannes Lamparter                                              | Jarl Magnus Riiber                                             |
| 26 febbraio 2022       | Lahti                   | Finlandia | Salpausselkä HS130          | T SP LH/2x7,5 km | Norvegia I Jens Lurås Oftebro Jørgen Graabak                                  | Austria I Franz-Josef Rehrl Lukas Greiderer                     | Norvegia II Espen Andersen Espen Bjørnstad                     |
| 27 febbraio 2022       | Lahti                   | Finlandia | Salpausselkä HS130          | IN LH/10 km      | Jarl Magnus Riiber                                                            | Vinzenz Geiger                                                  | Johannes Lamparter                                             |
| 5 marzo 2022           | Oslo Holmenkollen       | Norvegia  | Holmenkollen HS134          | IN LH/10 km      | Jarl Magnus Riiber                                                            | Johannes Lamparter                                              | Jens Lurås Oftebro                                             |
| 6 marzo 2022           | Oslo Holmenkollen       | Norvegia  | Holmenkollen HS134          | IN LH/10 km      | Jarl Magnus Riiber                                                            | Mario Seidl                                                     | Jens Lurås Oftebro                                             |
| 12 marzo 2022          | Schonach im Schwarzwald | Germania  | Langenwaldschanze H106      | IN NH/10 km      | Jarl Magnus Riiber                                                            | Johannes Lamparter                                              | Jørgen Graabak                                                 |
| 13 marzo 2022          | Schonach im Schwarzwald | Germania  | Langenwaldschanze H106      | IN NH/10 km      | Jarl Magnus Riiber                                                            | Johannes Lamparter                                              | Vinzenz Geiger                                                 |

Legenda:

IN = individuale Gundersen

MS = partenza in linea

SP = sprint

T = gara a squadre

NH = trampolino normale

LH = trampolino lungo

### Classifiche

#### Generale
| Pos. | Nome               | Nazione   | Punti |
| ---- | ------------------ | --------- | ----- |
| 1    | Jarl Magnus Riiber | Norvegia  | 1383  |
| 2    | Johannes Lamparter | Austria   | 1362  |
| 3    | Vinzenz Geiger     | Germania  | 979   |
| 4    | Jørgen Graabak     | Norvegia  | 783   |
| 5    | Kristjan Ilves     | Estonia   | 627   |
| 6    | Jens Lurås Oftebro | Norvegia  | 618   |
| 7    | Eric Frenzel       | Germania  | 592   |
| 8    | Terence Weber      | Germania  | 542   |
| 9    | Ilkka Herola       | Finlandia | 530   |
| 10   | Mario Seidl        | Austria   | 529   |

#### Nazioni
| Pos. | Nazione     | Punti |
| ---- | ----------- | ----- |
| 1    | Norvegia    | 4685  |
| 2    | Germania    | 4379  |
| 3    | Austria     | 3864  |
| 4    | Giappone    | 2011  |
| 5    | Finlandia   | 872   |
| 6    | Estonia     | 627   |
| 7    | Francia     | 550   |
| 8    | Stati Uniti | 389   |
| 9    | Italia      | 283   |
| 10   | Rep. Ceca   | 177   |

## Donne

### Risultati
| Data             | Località                | Nazione  | Trampolino                  | Spec.      | Prima                | Seconda          | Terza             |
| ---------------- | ----------------------- | -------- | --------------------------- | ---------- | -------------------- | ---------------- | ----------------- |
| 3 dicembre 2021  | Lillehammer             | Norvegia | Lysgårdsbakken HS98         | IN NH/5 km | Gyda Westvold Hansen | Mari Leinan Lund | Annika Sieff      |
| 4 dicembre 2021  | Lillehammer             | Norvegia | Lysgårdsbakken HS98         | IN NH/5 km | Gyda Westvold Hansen | Mari Leinan Lund | Lisa Hirner       |
| 11 dicembre 2021 | Otepää                  | Estonia  | Tehvandi HS97               | MS NH/5 km | Gyda Westvold Hansen | Ida Marie Hagen  | Yuna Kasai        |
| 12 dicembre 2021 | Otepää                  | Estonia  | Tehvandi HS97               | IN NH/5 km | Gyda Westvold Hansen | Ida Marie Hagen  | Marte Leinan Lund |
| 17 dicembre 2021 | Ramsau am Dachstein     | Austria  | W90-Mattensprunganlage HS98 | IN NH/5 km | Gyda Westvold Hansen | Ema Volavšek     | Yuna Kasai        |
| 8 gennaio 2022   | Val di Fiemme           | Italia   | Giuseppe Dal Ben HS104      | MS NH/5 km | Gyda Westvold Hansen | Anju Nakamura    | Lisa Hirner       |
| 22 gennaio 2022  | Planica                 | Slovenia | Bloudkova velikanka HS104   | IN NH/5 km | annullata            | annullata        | annullata         |
| 23 gennaio 2022  | Planica                 | Slovenia | Bloudkova velikanka HS104   | IN NH/5 km | annullata            | annullata        | annullata         |
| 12 marzo 2022    | Schonach im Schwarzwald | Germania | Langenwaldschanze H106      | IN NH/5 km | Anju Nakamura        | Haruka Kasai     | Annika Sieff      |
| 13 marzo 2022    | Schonach im Schwarzwald | Germania | Langenwaldschanze H106      | IN NH/5 km | Gyda Westvold Hansen | Haruka Kasai     | Ema Volavšek      |

Legenda:

IN = individuale Gundersen

MS = partenza in linea

NH = trampolino normale

### Classifiche

#### Generale
| Pos. | Nome                 | Nazione  | Punti |
| ---- | -------------------- | -------- | ----- |
| 1    | Gyda Westvold Hansen | Norvegia | 700   |
| 2    | Ida Marie Hagen      | Norvegia | 411   |
| 3    | Ema Volavšek         | Slovenia | 387   |
| 4    | Anju Nakamura        | Giappone | 364   |
| 5    | Annika Sieff         | Italia   | 338   |
| 6    | Marte Leinan Lund    | Norvegia | 290   |
| 7    | Lisa Hirner          | Austria  | 286   |
| 8    | Yuna Kasai           | Giappone | 258   |
| 9    | Jenny Nowak          | Germania | 227   |
| 10   | Veronica Gianmoena   | Italia   | 205   |
| 10   | Mari Leinan Lund     | Norvegia | 205   |

#### Nazioni
| Pos. | Nazione     | Punti |
| ---- | ----------- | ----- |
| 1    | Norvegia    | 1887  |
| 2    | Giappone    | 1008  |
| 3    | Germania    | 899   |
| 4    | Italia      | 700   |
| 5    | Slovenia    | 575   |
| 6    | Austria     | 540   |
| 7    | Russia      | 349   |
| 8    | Stati Uniti | 208   |
| 9    | Francia     | 162   |
| 10   | Rep. Ceca   | 59    |

## Misto

### Risultati
| Data           | Località      | Nazione | Pista                  | Spec.                     | Prima                                                                            | Seconda                                                          | Terza                                                       |
| -------------- | ------------- | ------- | ---------------------- | ------------------------- | -------------------------------------------------------------------------------- | ---------------------------------------------------------------- | ----------------------------------------------------------- |
| 7 gennaio 2022 | Val di Fiemme | Italia  | Giuseppe Dal Ben HS104 | T SP NH/2x5 km + 2x2,5 km | Norvegia Jens Lurås Oftebro Mari Leinan Lund Gyda Westvold Hansen Jørgen Graabak | Austria Martin Fritz Lisa Hirner Annalena Slamik Lukas Greiderer | Germania Jakob Lange Cindy Haasch Jenny Nowak Terence Weber |

Legenda:

SP = sprint

T = gara a squadre

NH = trampolino normale